# 小林英夫 (経営学者)
小林英夫（こばやしひでお、1964年-）は多摩大学経営情報学部教授、元イー・アクセス副社長。専門はリーダーシップ、キャリアマネジメント、アントレプレナーシップ。博士（経営学）。

## 経歴
- 1964年 東京都出身
- 1987.3 慶應義塾大学 経済学部卒業
- 1987.4 日本IBM入社[1]
- 1999.9-1999.12 ミネソタ大学 カールソン経営大学院 交換留学
- 2000.1-2013.3 イー・アクセス[2]
- 2000.2 ミネソタ大学 経営大学院 半期成績優秀者
- 2000.2 慶應義塾大学 大学院 経営管理研究科（KBS） 修士課程 修了
- 2000.3 慶應義塾大学 大学院 経営管理研究科 首席成績優秀者・卒業生総代
- 2001.2.24、3.17 カリフォルニア大学 バークレー校 経営大学院 千本倖生客員教授補佐、講義助手
- 2001.10-2002.3 イー・アクセス 社長室長・人事部長
- 2002.4-2002.7 イー・アクセス 組織管理本部長
- 2002.8-2003.3 イー・アクセス 常務執行役員 組織管理本部長
- 2003.4-2004.4 イー・アクセス 常務執行役員 経営企画本部長
- 2004.5 イー・アクセス 常務執行役員 AOL事業本部長
- 2005.11-2006.3 イー・モバイル 常務執行役員 経営戦略室長[3]
- 2006.4-2006.4 イー・モバイル 常務執行役員 経営戦略本部長・情報システム本部長
- 2007.5-2008.5 イー・モバイル 専務執行役員 情報システム本部長
- 2008.6-2010.6.24 イー・アクセス 代表取締役副社長
- 2008.10-2009.3 アッカ・ネットワークス 社外役員
- 2010.6.25-2011.3 イー・モバイル 執行役員副社長
- 2011.1-2011.3 イー・アクセス 執行役員副社長
- 2012.4-2012.9 芦屋学園短期大学 生活創造学科 客員教授
- 2013.4- 多摩大学 経営情報学部 准教授
- 2016.3 神戸大学大学院経営学研究科 博士後期課程 修了
- 2016.4- 多摩大学 経営情報学部 教授

## 著書
- SEの基礎知識(1) コンピュータシステム（共著：リックテレコム、1992年）
- SEの基礎知識(3) システムの開発と運用（共著：リックテレコム、1992年）
- 何がベンチャーを急成長させるのか ―経営チームのダイナミズム―（単著：中央経済社、2017年）